# Whiteout
Whiteout (titulada Whiteout en España y terror en la Antártida en Hispanoamérica), es una película de 2009 basada en el cómic de 1998 del mismo nombre de Greg Rucka y Steve Lieber, estrenada el 11 de septiembre de 2009. La película fue producida bajo el estandarte de Dark Castle Entertainment por Joel Silver, Susan Downey y David Gambino, dirigida por Dominic Sena, distribuida por Warner Bros. y protagonizada por Kate Beckinsale, Gabriel Macht y Alex O'Loughlin.

## Argumento
Tras dos años de vivir en una estación en la Antártida, la solitaria jefe de Policía estadounidense, Carrie Stetko (Kate Beckinsale) está ansiosa de poder volver a su hogar. Pero tres días antes de su partida, encuentran un cuerpo en el hielo, y Carrie inmediatamente comienza la primera investigación de un asesinato en la fría e inhóspita Antártida. Poco a poco las muertes aumentan, el misterio se profundiza y las lealtades cambian de bando. Entre tormentas de nieve mortales, un implacable asesino no se detiene ante nada con tal de proteger un secreto enterrado por más de sesenta años. 

## Elenco
- Kate Beckinsale como Carrie Stetko.[6]
- Gabriel Macht como Robert Pryce.[7]
- Alex O'Loughlin como Russell Haden.[8]
- Columbus Short como Delfy.
- Tom Skerritt como Dr. John Fury.
- Shawn Doyle como Sam Murphy.
- Arthur Holden como McGuire.
- Bashar Rahal como Piloto Ruso.

## Producción
En 1999, Columbia Pictures adquirió los derechos del cómic book Whiteout de Greg Rucka y Steve Lieber que fue adaptado por los hermanos guionistas Jon y Erich Hoeber. 
El estudio no tuvo el valor de mantener dos mujeres en los papeles principales y cambio el sexo del compañero de Beckinsdale. El director Dominic Sena, un fan del cómic original, le pidió a Joel Silver la oportunidad de dirigir la película.
El rodaje se localizó en Manitoba y Montreal. una parte del rodaje se desarrolló a orillas del Lake Winnipeg. El autor del cómic, Greg Rucka, aplaudió la ambientación de la adaptación pero notó que la protagonista era algo más blanda que en el cómic.

## Estreno
La película fue estrenada en cines el 11 de septiembre de 2009 y posteriormente fue publicada en DVD y Blu-ray el 19 de enero de 2010.